# Nemoura lepnevae
Nemoura lepnevae är en bäcksländeart som beskrevs av Zhiltzova 1971. Nemoura lepnevae ingår i släktet Nemoura och familjen kryssbäcksländor. Inga underarter finns listade i Catalogue of Life.